# Buekorps

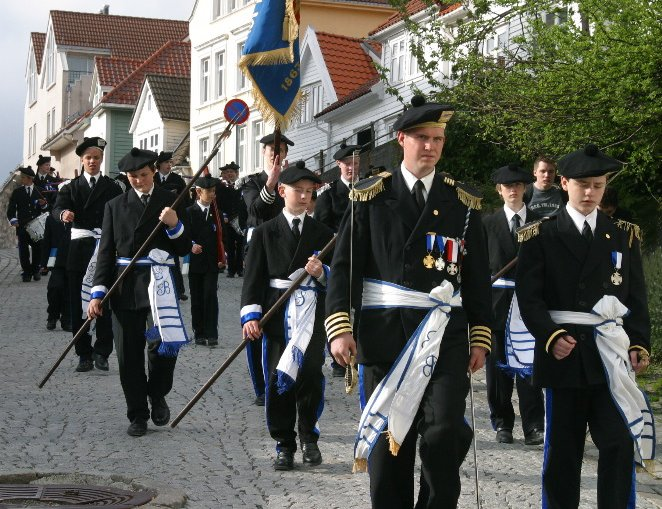
Sydnæs Bataljon

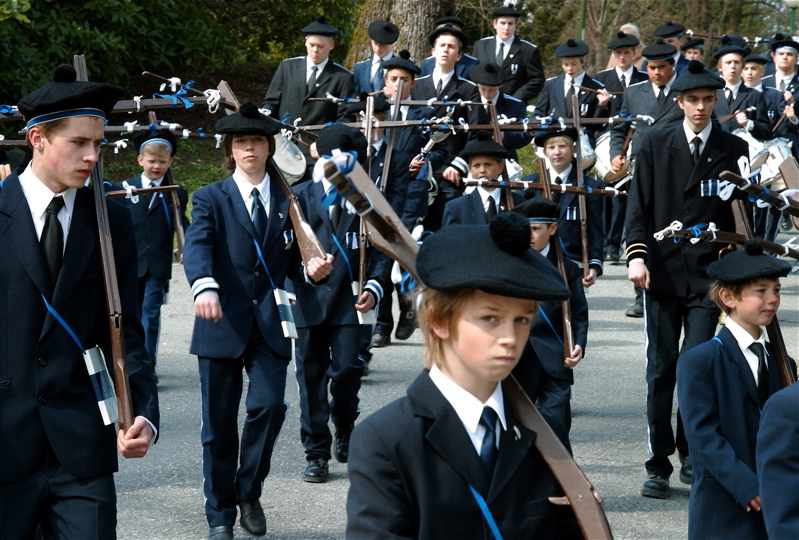
Nygaards Bataljon

Het buekorps (Noors voor "boogschutterij", letterlijk "boogkorps") is een traditie in de Noorse stad Bergen. Hierbij vormen kinderen in uniform een schutterij met (nep)wapens, trommels en banieren. Ze marcheren hiermee door de straten als ware het een militaire parade, onder andere op de nationale Noorse feestdag 17 mei.
In 2005 waren er in totaal ongeveer 600 buekorpsleden. De leden zijn ongeveer 9 tot 20 jaar oud. De jongste kinderen zijn de soldaten en dragen houten nepwapens zoals geweren, kruisbogen of hellebaarden. Oudere kinderen zijn de officieren. Sommige kinderen zijn trommelaars of banierdragers.
De traditie stamt vermoedelijk uit de 18e eeuw, toen jongens de echte schutterij begonnen te imiteren. Verschillende Noorse steden hadden een buekorps (waaronder Oslo, Flekkefjord, Haugesund en Ålesund) maar de traditie leeft nu alleen nog in Bergen voort. De eerste bataljons van Bergen, zoals de verschillende buekorpsorganisaties genoemd worden, werden in de jaren 1850 gevormd.
Oorspronkelijk waren de groepen voorbehouden aan jongens, meisjes werden niet toegelaten. Er werd onderscheid gemaakt tussen de "zaterdaggroepen" van jongens uit beter gestelde families, die vrij konden krijgen op zaterdag, en de "zondaggroepen" van jongens uit arme families. Het onderscheid tussen arm en rijk is allang verdwenen en sinds 1991 worden ook meisjes toegelaten. Van de bataljons is er een voor meisjes en een voor zowel jongens en meisjes, de rest bestaat alleen uit jongens. Een tweede meisjesgroep, Vågens Bataljon, werd opgeheven in 2005.
Er zijn 14 verschillende bataljons actief in de stad. Elk bataljon representeert een bepaald deel van de stad. De bataljons worden bestuurd door de leden zelf, in sommige groepen op democratische wijze, in andere groepen door een raad van bestuur die door het voorgaande raad van bestuur verkozen wordt.
Het buekorpsseizoen loopt van maart tot de zomer, met het hoogtepunt op de nationale feestdag 17 mei, wanneer de groepen deelnemen aan de kinderoptocht door de stad. De bataljons hebben ook hun eigen feestdagen, zoals het jaarlijks jubileum van de stichting van het bataljon. Ook wordt om de vier jaar een Buekorpsenes Dag gehouden met wedstrijden en demonstraties door de verschillende bataljons.
Naast het marcheren worden ook andere activiteiten georganiseerd voor de leden, zoals sportwedstrijden en excursies. Het Nygaards Bataljon was de eerste groep in Noorwegen die georganiseerd voetbal speelde.
In 1977 werd een museum over het buekorps geopend in Bergen, Buekorpsmuseet geheten.

## Kritiek
Buiten Bergen is weinig begrip voor het buekorps. Tegenstanders noemen de traditie nationalistisch en militaristisch en leggen een verband met kindsoldaten die in sommige landen geronseld worden om te vechten in (burger)oorlogen. Voorstanders doen deze kritiek af als onzin; ze zeggen dat het buekorps juist positieve waarden als verantwoordelijkheid en gemeenschapszin kweekt en zien het buekorps als waardevol cultureel erfgoed.
Amir Payan, een politicus die voor de socialistische partij SV in de Bergense gemeenteraad zat, vergeleek in 2008 het buekorps met de Taliban en riep de gemeente op om de subsidie aan het buekorps te staken. Hij noemde het buekorps een belangrijk deel van de plaatselijke geschiedenis en cultuur, maar verfoeide de scheiding tussen jongens en meisjes, die volgens hem neerkomt op discriminatie tegen vrouwen. Later verontschuldigde Payan zich voor de vergelijking met de Taliban.

## Lijst van bataljons
De nog bestaande buekorpsgroepen zijn:
- Dræggens Buekorps (opgericht op 24 maart 1856), jongensgroep
- Fjeldets Bataljon (opgericht op 22 mei 1857), jongensgroep
- Laksevågs Bueskyttere (opgericht op 8 mei 1894), jongensgroep
- Lungegaardens Buekorps (opgericht op 7 oktober 1994), meisjesgroep
- Løvstakkens Jægerkorps (opgericht op 11 mei 2000), gemengde groep
- Markens Bataljon (opgericht op 4 juni 1859), jongensgroep
- Mathismarkens Bataljon (opgericht op 15 juni 1887), jongensgroep
- Nordnæs Bataillon (opgericht op 3 mei 1858), jongensgroep
- Nygaards Bataljon (opgericht op 14 juni 1857), jongensgroep
- Sandvikens Bataljon (opgericht op 17 mei 1857), jongensgroep
- Skansens Bataljon (opgericht op 22 mei 1860), jongensgroep
- Skutevikens Buekorps (opgericht op 8 juli 1853), jongensgroep
- Sydnæs Bataljon (opgericht op 7 juni 1863), jongensgroep
- Wesselengens Bataljon (opgericht op 24 april 1873), jongensgroep